# U-31 (1936)
U-31 — средняя немецкая подводная лодка типа VIIA, времён Второй мировой войны. Заказ на постройку был отдан 1 апреля 1935 года. Лодка была заложена на верфи судостроительной компании «АГ Везер» в Бремене 1 марта 1936 года под заводским номером 912. Спущена на воду 25 сентября 1936 года. 28 декабря 1936 года принята на вооружение и под командованием капитан-лейтенанта Рольфа Дау (нем. Kapitänleutnant Rolf Dau) вошла в состав 2-й флотилии «Зальцведель».

## Боевой путь
Лодка совершила 7 боевых походов, потопила 11 судов суммарным водоизмещением 27 751 брт и 1 вспомогательное военное судно водоизмещением 160 брт, британский линкор HMS Nelson водоизмещением 33 950 тонн подорвался на мине поставленной U-31, но не затонул.
U-31 стала первой во Второй мировой войне немецкой субмариной, атаковавшей конвой союзников. 16 сентября 1939 года она потопила британский пароход SS Aviemore из конвоя OB-4.
Потоплена 11 марта 1940 года в заливе Джейд (Северное море, побережье Германии) британским самолётом «Bristol Blenheim» Mk.IV, пилотируемым командиром 82-й эскадрильи RAF сквадрен-лидером Дилэпом. Лодка стала первой, потопленной самолетами Королевских ВВС во Второй мировой войне, 58 погибших (весь экипаж). В том же марте 1940 года была поднята, отремонтирована и в июле повторно введена в строй. Новым командиром стал Уилфрид Преллберг (нем. Wilfried Prellberg).
Снова потоплена 2 ноября 1940 года к северо-западу от Ирландии глубинными бомбами с британского эсминца HMS Antelope. Из 46 членов экипажа было спасено 44 (по другим источникам 43).

## Флотилии
- 28 декабря 1936 года — 31 августа 1939 года — 2-я флотилия
- 1 сентября 1939 года — 31 декабря 1939 года — 2-я флотилия
- 1 января 1940 года — 12 марта 1940 года — 2-я флотилия
- лодка была потоплена, затем поднята, отремонтирована и снова введена в строй
- 8 июля 1940 года — 2 ноября 1940 года — 2-я флотилия

## Командиры
- 28 декабря 1936 года — 8 ноября 1938 года Рольф Дау
- 8 ноября 1938 года — 11 марта 1940 года капитан-лейтенант Иоганнес Хабекост
- 8 июля 1940 года — 2 ноября 1940 года Уилфрид Преллберг

## Потопленные суда
| Дата            | Тип              | Принадлежность    | Дата             | Тоннаж (БРТ) | Груз | Судьба                                                                                  | Место                     |
| SS Aviemore     | грузовое судно   | Великобритания    | 16 сентября 1939 | 4 060        | 5105 тонн белой и чёрной жести                                                                                    | потоплен                                                                                | 49°11′ с. ш. 13°38′ з. д. |
| SS Hazelside    | грузовое судно   | Великобритания    | 24 сентября 1939 | 4 646        | лес, пульпа и пшеница                                                                                             | потоплен                                                                                | 51°17′ с. ш. 9°22′ з. д.  |
| SS Arcturus     | грузовое судно   | Норвегия          | 1 декабря 1939   | 1 277        | генеральный груз, состоящий из чая, газовых плит, стальной проволоки, канцелярских товаров, обуви и деталей машин | потоплен по ошибке                                                                      | 57°39′ с. ш. 0°36′ в. д.  |
| SS Ove Toft     | грузовое судно   | Дания             | 3 декабря 1939   | 2 135        | уголь | потоплен                                                                                | 55°36′ с. ш. 0°46′ з. д.  |
| SS Gimle        | грузовое судно   | Норвегия          | 4 декабря 1939   | 1 271        | кокосовые орехи                                                                                                   | потоплен                                                                                | 57°15′ с. ш. 1°50′ в. д.  |
| HMS Nelson (28) | линейный корабль | Великобритания    | 4 декабря 1939   | 33 650       | | подорвался на мине, поврежден                                                           | квадрат AM 3826           |
| SS Primula      | грузовое судно   | Норвегия          | 4 декабря 1939   | 1 024        | в балласте | потоплен                                                                                | 57°15′ с. ш. 1°50′ в. д.  |
| SS Agu          | грузовое судно   | Эстония           | 6 декабря 1939   | 1 575        | уголь | потоплен                                                                                | 56°14′ с. ш. 1°04′ в. д.  |
| SS Vinga        | грузовое судно   | Швеция            | 6 декабря 1939   | 1 974        | уголь | потоплен                                                                                | 56°25′ с. ш. 1°08′ в. д.  |
| HMS Glen Albyn  | траулер          | Великобритания    | 23 декабря 1939  | 82           | | подорвался на мине                                                                      | квадрат AM 3826           |
| HMT Promotive   | траулер          | Великобритания    | 23 декабря 1939  | 78           | | подорвался на мине                                                                      | квадрат AM 3826           |
| Union Jack      | траулер          | Фарерские острова | 22 сентября 1940 | 81           | | потоплен                                                                                | 59°50′ с. ш. 7°40′ з. д.  |
| MS Vestvard     | грузовое судно   | Норвегия          | 27 сентября 1940 | 4 319        | в балласте | потоплен                                                                                | 55°29′ с. ш. 18°01′ з. д. |
| SS Matina       | грузовое судно   | Великобритания    | 29 октября 1940  | 5 389        | 1500 тонн бананов                                                                                                 | торпедировано 26 октября 1940 U-28, повреждено, повторно торпедировано U-30 и потоплено | 57°30′ с. ш. 16°31′ з. д. |

## Атаки на лодку
- 29 сентября 1940 неустановленная субмарина выпустила в U-31 две торпеды. Они прошли совсем рядом с лодкой.
- 20 октября 1940 британская субмарина безрезультатно выпустила торпеды по выходящей из Лорьяна U-31.